# Janusz Cichalewski
Janusz Cichalewski (ur. 24 maja 1935 w Krakowie) – polski dziennikarz, prezenter i redaktor telewizyjny, aktor i reżyser estradowy.

## Edukacja
Uczęszczał do Szkoły Podstawowej Św. Mikołaja w Krakowie, a następnie do II Gimnazjum im. Św. Jacka. Naukę kontynuował w Liceum im. Tadeusza Kościuszki, gdzie zdał maturę w 1952 roku. Studiował  na Wydziałach Politechnicznych Akademii Górniczo–Hutniczej, a później na Politechnice Gdańskiej i Wyższej Szkole Wychowania Fizycznego (późniejsza Akademia Wychowania Fizycznego w Krakowie), gdzie w 1960 roku otrzymał dyplom magistra. Studiował na Podyplomowym Studium Dziennikarskim Uniwersytetu Jagiellońskiego. W 1972 roku zdał państwowy egzamin aktorski przed komisją, której przewodniczył Kazimierz Rudzki.

## Kariera
Początkowo pracował jako nauczyciel, a od 1962, po wygraniu wraz z Markiem Grabowskim i Jerzym Boduchem konkursu na operatora kamery, w OTV Kraków najpierw jako operator, potem redaktor. Przez dwa lata prowadził autorski program „Jazz i Piosenka” w Redakcji Muzycznej Jerzego Kaszyckiego. Potem w Warszawie redagował i prowadził liczne programy w ramach magazynów: Telewizyjny Ekran Młodych, Teleferie i Zwierzyniec.
Po studiach związał się z Estradą Wojewódzką i Miejską oraz Z.P.R. w Krakowie i pracował jako autor, aktor, reżyser i  konferansjer imprez i widowisk estradowych i teatralnych. W latach 60. i 70. współpracował  ze Skaldami i Wawelami.
W 1962 roku należał do grupy pomysłodawców i realizatorów Ogólnopolskiego Konkursu Piosenkarzy Studenckich, który obecnie funkcjonuje pod nazwą Studencki Festiwal Piosenki. Reżyserował i prowadził I, II i VIII edycję festiwalu.
W 1989 wyjechał do Nowego Jorku, gdzie pracował jako dziennikarz prasowy, radiowy i telewizyjny. Prowadził też wiele imprez polonijnych.

### Filmografia
- Wodzirej[3]
- Dulscy[3]
- Noce i Dnie
- Sanatorium pod Klepsydrą
- Błękitny krzyż

## Żeglarstwo
Pierwszy patent uzyskał w 1948 roku. Na początku lat pięćdziesiątych był członkiem AZS Politechnika Gdańska. Potem LPŻ Kraków. Doszedł do stopnia kapitana klasy II (odpowiednik późniejszego Kapitana Bałtyckiego). Był kapitanem wielu rejsów po oceanach i morzach świata. Jest współzałożycielem Polskiego Klubu Żeglarskiego w Nowym Jorku.

## Odznaczenia
- Złoty Krzyż Zasługi[potrzebny przypis]
- Złota Odznaka za Zasługi dla Ziemi Krakowskiej